# Sukoharjo (Rembang)
Sukoharjo is een bestuurslaag in het regentschap Rembang van de provincie Midden-Java, Indonesië. Sukoharjo telt 1520 inwoners (volkstelling 2010).